# Харисова, Камиля Рустемовна
Камиля́ Русте́мовна Ха́рисова (род. 3 июля 1996, Набережные Челны, Татарстан) — российская фотомодель и телеведущая.

## Биография
Родилась 3 июля 1996 года в Набережных Челнах; в детстве посещала театральную школу искусств и модельную школу, также занималась хореографией.
Несколько раз участвовала в конкурсе красоты «Мисс Татарстан», завоевала в 2017 году титул «Мисс Казань». В том же году приняла участие в конкурсе «Мисс Россия», став одной из 50 участниц конкурса.
Окончила Казанский университет в качестве магистра по делам рекламы и связям с общественностью, а затем получила степень магистра по специальности «переводчик английского языка». В 2020 году стала ведущей клубного телевидения хоккейного клуба «Ак Барс», в качестве которой работала до осени 2021 года. Осенью того же года переехала в Москву, где стала работать на телеканале «Матч ТВ» в качестве телеведущей спортивно-обозревательной программы «Все на Матч!».
В августе 2023 года было объявлено, что она вернётся в «Ак Барс Шоу», но также будет работать ведущей клубного телевидения московского футбольного клуба «Спартак».
В июне 2024 года Харисова была объявлена послом Спортивных игр стран БРИКС, которые проходили в Казани.
Ведущая «Погоды на ТНТ4».